# Curt Hasselgren
Curt Wilhelm Brynolf Hasselgren, född 18 november 1924 i Skövde församling i Skaraborgs län, död 9 april 2018 på Lidingö, var en svensk militär.
Hasselgren blev fänrik i pansartrupperna 1946 och löjtnant där 1948. Han gick på Krigshögskolan 1954–1956. Hasselgren blev kapten i generalstabskåren 1959, major 1964, överstelöjtnant 1966, överste 1972 och överste av första graden 1977. Han var avdelningschef vid Arméstaben 1965–1968, chef för sektion 1 i Södra militärområdet 1969–1972 och arméattaché i London och Haag 1972–1976. Hasselgren var därefter chef för Gotlands regemente (P 18) 1976–1977, chef för Norra skånska regementet (P 6) och befälhavare i Kristianstads försvarsområde (Fo 14) 1977–1983 och pansarinspektör 1983–1985. Han blev riddare av Svärdsorden 1964.
Hasselgren var son till löjtnant Karl Hasselgren och Wilhelmina Andersson. Han var från 1956 gift med Hedvig Dijsing (1928–2020), dotter till adjutant Henning Dijsing och Mabel Westfelt. Makarna Hasselgren är begravna på Norra begravningsplatsen utanför Stockholm.